# Samak Sundaravej
Samak Sundaravej (Thai: สมัคร สุนทรเวช)  (Bangkok, 13 juni 1935 - aldaar, 24 november 2009) was een Thais politicus.
Van augustus 2007 tot september 2008 was hij partijleider van de Phak Palang Prachachon (PPP - 'partij van de volksmacht'), de grootste partij van Thailand. Van 29 januari tot 9 september 2008 was hij ook minister-president.
Op 9 september moest hij aftreden omdat hij de grondwet had geschonden, aldus het Constitutionele hof in Bangkok. Sundaravej had tijdens zijn premierschap inkomsten ontvangen voor de presentatie van een kookprogramma op televisie, en dat is strijdig met de grondwet. Met hem moest het hele kabinet aftreden. Er waren de weken voor de uitspraak grote demonstraties tegen Sundaravej, die geleid werden door de Volksalliantie voor Democratie (PAD), een verzameling tegenstanders van de premier. Ze vonden dat hij een pion van de twee jaar geleden verdreven premier Thaksin Shinawatra was. Ze hadden het terrein rond enkele regeringsgebouwen bezet om Sundaravej tot aftreden te dwingen.
De Phak Palang Prachachon maakte na de uitspraak bekend Sundaravej weer voor te dragen als premier. Op 12 september zou de nieuwe premier moeten worden gekozen door de leden van het parlement. Maar na vele bezwaren van de vijf andere coalitiepartijen besloot de partij Sundaravej niet meer voor te dragen. De verkiezingen voor een nieuwe premier werden verplaatst naar 17 september. De partij had drie kandidaten voor de nominatie.
Sundaravej besloot daarom ook af te treden als partijleider van de PPP. De drie kandidaten van de PPP waren: Shinawatra's zwager en waarnemend premier Somchai Wongsawat, minister van Justitie Sompong Amornwiwat en minister van Financiën Surapong Suebwonglee, een vertrouweling van Thaksin Shinawatra. Een nieuwe PPP-premier zou wellicht ook maar kort aan de macht zijn. Kort daarvoor had de verkiezingscommissie namelijk geoordeeld dat de partij gefraudeerd had bij de parlementsverkiezingen in 2007. De commissie adviseerde daarop het Constitutionele hof de partij te verbieden.
Somchai Wongsawat volgde Sundaravej op als premier en partijvoorzitter. Eerst als interim-premier (vanaf 9 september) en vervolgens als premier (vanaf 18 september).
Samak Sundaravej overleed op 74-jarige leeftijd aan leverkanker.